# Вілладоссола
Вілладоссола (італ. Villadossola, п'єм. Vila d'Òssola) — муніципалітет в Італії, у регіоні П'ємонт,  провінція Вербано-Кузіо-Оссола.
Вілладоссола розташована на відстані близько 580 км на північний захід від Рима, 120 км на північ від Турина, 26 км на північний захід від Вербанії.
Населення — 6743 особи (2014).
Щорічний фестиваль відбувається 24 серпня. Покровитель — святий Варфоломій.

## Демографія
Населення за роками:

Станом на 1 січня 2023 року в муніципалітеті офіційно проживали 373 іноземці з 37 країн, серед них 43 громадяни країн Євросоюзу та 54 громадяни України.

## Сусідні муніципалітети
- Беура-Кардецца
- Домодоссола
- Монтескено
- Палланцено
- Боргомеццавалле

## Міста-побратими
- Меркато-Сарачено, Італія (2010)